# Спектор, Регина

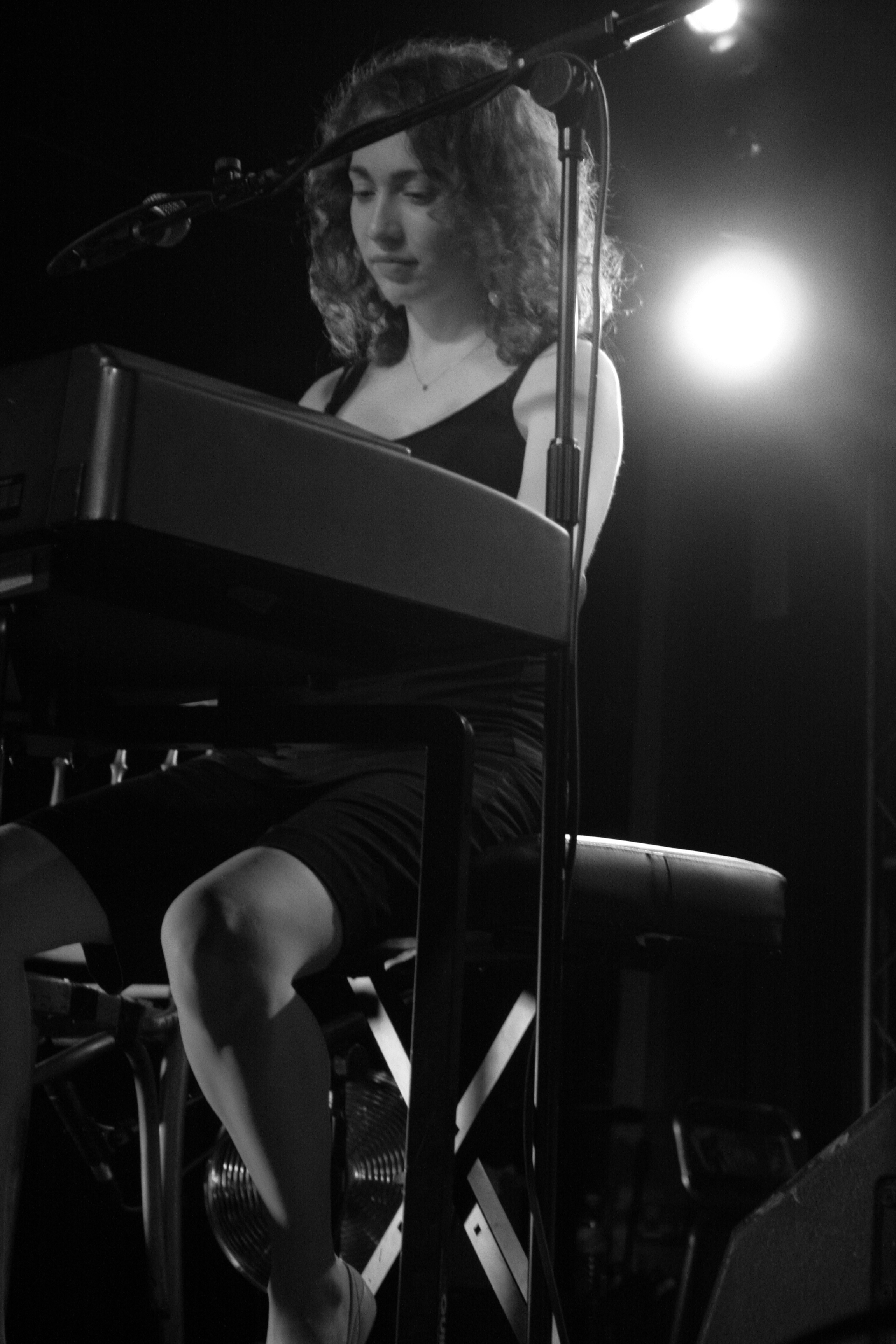
Regina Spektor (2006)

Реги́на Ильи́нична Спе́ктор (англ. Regina Spektor; род. 18 февраля 1980, Москва) — американская певица, автор песен. Исполняет свои песни, аккомпанируя себе на фортепиано или гитаре.

## Биография
Родилась 18 февраля 1980 года в Москве в музыкальной еврейской семье: её отец, Илья Спектор (1949—2022) — инженер-акустик и позже программист, выпускник Московского горного института; мать, Белла Спектор (род. 1953) — преподавательница музыки. Провела детство в районе Выхино.

«Девять с половиной, эта половина как раз очень важна. Я живо помню и Москву, и Пярну в Эстонии, куда мы ездили отдыхать летом. В доме у нас было много музыки. Мы ходили на концерты, балет и оперу, слушали классические записи, папа доставал иностранные диски… Для меня все было классической музыкой, и даже „Битлз“, которых любили у нас дома. Я не понимала их лирики, а лишь тра-ля-ля… Английский учился медленно. Ещё мы слушали русских бардов с их простой музыкой, зато изощрённой философской лирикой».

В 1989 году вместе со своей семьёй переехала в Нью-Йорк и поселилась в Бронксе.
Окончила среднюю еврейскую школу «Салантер Акива Ривердэйл Акадэми» в Бронксе, затем училась в еврейской религиозной Школе Фриша в Парамесе, Нью-Джерси и в государственной школе в Фэр-Лон. Получила классическое музыкальное образование по классу фортепиано, окончила консерваторию в штате Нью-Йорк при Перчейз-колледже, по классу композиции.
Первый альбом Регины Спектор «11:11» был записан в студиях Перчейз-колледжа в 2000 году вместе с басистом Крисом Кафнером, продюсером был Ричи Кастеллано, а сопродюсером — Регина Спектор (все они были студентами консерватории в то время).
Второй альбом был записан в течение одного дня, на Рождество 2001-го, в Манхэттенской «Antenna Studios» продюсером Джо Мендельсоном (Регина опять была сопродюсером). Изначально запись предназначалась для архива, всего в этот день было записано 27 песен, с одного раза, без дублей. Позднее Регина отобрала 12 из них и в 2001 году выпустила альбом «Songs».
Оба альбома Регина Спектор распространяла среди своих друзей и посетителей клубов.
Однажды известный ударник из рок-группы «They Might Be Giants» Алан Безози, пробующий также свои силы как продюсер и начавший работать с Региной, пригласил своего друга, продюсера известной группы «The Strokes» Гордона Рафаэла, на концерт Регины Спектор. Она ему так понравилась, что он немедленно начал записывать её в своей Нью-Йоркской студии, а затем пригласил её в Лондон для завершения, и в 2003 году выпустил третий альбом певицы «Soviet Kitsch» на собственном рекорд-лейбле. Сопродюсерами альбома были Алан Безози и Регина Спектор. Альбом начал продаваться в 2003 году во время североамериканского тура всемирно известной рок-группы «The Strokes», которая пригласила Регину Спектор в качестве «разогрева». В этом же качестве Регина продолжила гастроли до конца 2003 года с известной рок-группой «Kings of Leon» в Европе, a летом 2005 года выступала с известной британской рок-группой «Keane» в США.
В 2004 году с Региной Спектор заключила контракт компания «Sire», дочерняя компания империи «Warner», в истории которой — альбомы Мадонны, «Depeche Mode», «Ramones», «Talking Heads» и другие. «Sire»/«Warner» взяла готовый альбом «Soviet Kitsch» как первый релиз певицы на этом рекорд-лейбле и стала его дистрибьютером. В записи трека № 7 на этом альбоме («Whisper») участвовал её младший брат Борух Бер Спектор (англ. Boruch Bear Spektor, род. 1990). Ему также посвящена песня «Bear Spektor».
Ранние альбомы Регины Спектор, «11:11» и «Songs», довольно трудно найти, так как они продавались только в США, хотя альбом-компиляция, включающий лучшие песни из трех предыдущих альбомов, Mary Ann Meets the Gravediggers and Other Short Stories, вышедший в 2006 году в Великобритании, продается во всех странах мира.
Продюсером альбома «Begin to Hope», вышедшего в июне 2006 года, стал Дэвид Кан, известный, в частности, своим сотрудничеством с Полом Маккартни. Регина, как всегда, была сопродюсером, а среди музыкантов есть гитарист Ник Валенси из рок-группы «The Strokes», а также гитарист Расти Андерсон, работавший с Полом Маккартни. Альбом был выпущен в двух вариантах: обычный (1 диск, 12 песен, белая обложка) и специальное издание (2 диска, где на дополнительном диске ещё 5 песен, жёлтая обложка).
В 2009 году вышел очередной альбом певицы «Far», продюсером которого значится знаменитый Джефф Линн, лидер группы ELO.
В 2012 году появился 6-й студийный альбом записанный в Лос-Анджелесе «What we saw from the cheap seats». Также была написана песня You’ve got time, вышедшая в 2013 году.
В 2016 году вышел альбом Remember Us to Life.

## Достижения
В 2006 году Регина Спектор занимает верхнюю строчку известного журнала «Billboard» — альбом «Begin to Hope» возглавил чарт «Top Heatseekers», хит-парад самых выдающихся молодых исполнителей, и это впервые для артистов советского происхождения. В гораздо более престижном Billboard 200 она заняла довольно высокую позицию № 20. В ноябре 2007 года альбом «Begin to Hope» стал «золотым» в США (500 000 копий продано). По результатам года журнал Rolling Stone включил Архивная копия от 15 мая 2009 на Wayback Machine её песню «Fidelity» в число лучших 25-ти песен года.
В декабре 2013 года песня Регины Спектор «You’ve Got Time» была номинирована на премию Грэмми в разделе «Best Song Written For Visual Media», но не победила.
В 2014 году песня «Us» с альбома «Soviet Kitsch» была включена в список «500 величайших песен всех времён» по версии журнала New Musical Express (398-е место).
В 2016 году Регина Спектор спела кавер на песню The Beatles — «While My Guitar Gently Weeps» для американского полнометражного кукольного анимационного фильма, снятого режиссёром Трэвисом Найтом — «Кубо. Легенда о самурае» (англ. Kubo and the Two Strings — «Кубо и две струны»).

## Личная жизнь
С 16 декабря 2011 года Регина замужем за певцом Джеком Дишелом, с которым она встречалась 6 лет до их свадьбы. У супругов есть сын (род. в марте 2014).

## Дискография
Альбомы
- 2001 — 11:11 (Regina Spektor)
- 2002 — Songs (Regina Spektor)
- 2004 — Soviet Kitsch (Regina Spektor/Shoplifter/Sire)
- 2006 — Begin to Hope (Sire)[16]
- 2009 — Far[17]
- 2012 — What We Saw from the Cheap Seats
- 2016 — Remember Us to Life[18]
- 2022 — Home, before and after

Синглы и мини-альбомы (EP)
- 2003 — Reptilia b/w Modern Girls & Old Fashion Men by The Strokes (Rough Trade)
- 2004 — Your Honor / The Flowers (Shoplifter)
- 2005 — Live at Bull Moose EP (Sire)
- 2005 — Carbon Monoxide (Transgressive)
- 2006 — Us (Transgressive)
- 2006 — On the Radio (Sire) UK #60
- 2006 — Fidelity (Sire)
- 2007 — Live in California 2006 EP (Sire)

Компиляции
- 2000 — Public Domain (Purchase Records)
- 2005 — Mary Ann Meets the Gravediggers and Other Short Stories (Transgressive)
- 2007 — Instant Karma: The Amnesty International Campaign to Save Darfur
- 2008 — The Chronicles of Narnia: Prince Caspian (саундтрек)
- 2009 — (500) Days of Summer (саундтрек)
- 2011 — Страшно красив (Beastly) (саундтрек)

### Страницы
- Можно начинать надеяться: Регина Спектор и её музыка Михаэль Дорфман.
- «Regina Spektor will blow your English professor’s mind» by Alexandra De Jesus (from The College Hill Independent, 10 March 2005)
- «Spektor’s True Creativity Shines Through», by Laura Stanelle (from The Badger Herald, University of Wisconsin-Madison, 10 March 2005)
- A Lostwriters Review of Begin to Hope
- «Regina Spektor» (interview by Noel Murray, from The A.V. Club, 21 June 2006)
- «Patriot’s Heart», by Nick Catucci (from The Village Voice, 26 June 2006)
- «Regina Spektor: How the Beatles' Rubber Soul Changed My Life», by Hal Bienstock (from The Harp Magazine, 23 July 2006)
- «Singer explores love, loss», by Emily Ouzts (review from The Badger Herald, University of Wisconsin-Madison, 4 September 2006)
- «Spektor Brings Her Bronx Tale Home», by Rebecca Thomas (from The New York Sun, 26 September 2006)
- «Regina Spektor in Concert», (from National Public Radio, 3 October 2006)
- «The girl who told stories», by Michael Dwyer (from The Age, Australia, 8 December 2006)
- «Spectacular Spektor», by Susan Visakowitz (from Billboard.biz, 13 January 2007)
- «Regina Spektor’s Boundless Talent», (from CBS News, 21 January 2007)
- «Regina Spektor Live in London», (from Abstractboy.org.uk, 16 February 2007)
- «Regina Spektor: A woman of substance», by Katy Guest (from The Independent, 1 March 2007)
- «Regina Spektor flashes her … vocal skills», by Shawn Telford (from seattlepi.com, 26 April 2007)
- «Regina Spektor Talks… and Talks… and Talks», interview by Michael Roberts (from Denver Westword, 3 May 2007)

### Интервью
- Интервью Регины Спектор Антону Голубчику, июль 2012
- Interview from All Things Considered program, 28 June 2006 (from National Public Radio)
- Interview from Soundcheck program, 13 September 2005 (from WNYC FM, New York)
- Regina Spektor in a Piano Shop (from Public Radio International The Next Big Thing program, 28 January 2005; 2 segments)
- Interview from Soundcheck program, 18 October 2004 (from WNYC FM, New York; 2 segments)
- Регина Спектор: «Мне нравится быть еврейкой» 31.12.2010, Jewish.ru
- Интервью телеканалу «Москва-24» (видео, июль 2012)

### Видео
- XFM 'X-posure Live' Video
- Artist’s Den live video of «Halikha LeKesariya» (also known as «Eli, Eli», lyrics by Hannah Szenes) and «Better», performed at the Angel Orensanz Center for the Arts, 1 June 2006
- «Fidelity» music video YouTube
- «On the Radio» music video YouTube
- «Samson» music video YouTube